# Ivacikove, Zdolbuniv
Ivacikove (în ucraineană Івачкове) este un sat în comuna Mîrotîn din raionul Zdolbuniv, regiunea Rivne, Ucraina.

## Demografie
Componența lingvistică a localității Ivacikove
     Ucraineană (99,8%)
     Alte limbi (0,2%)
Conform recensământului din 2001, majoritatea populației localității Ivacikove era vorbitoare de ucraineană (99,8%), existând în minoritate și vorbitori de alte limbi.